# 船塢

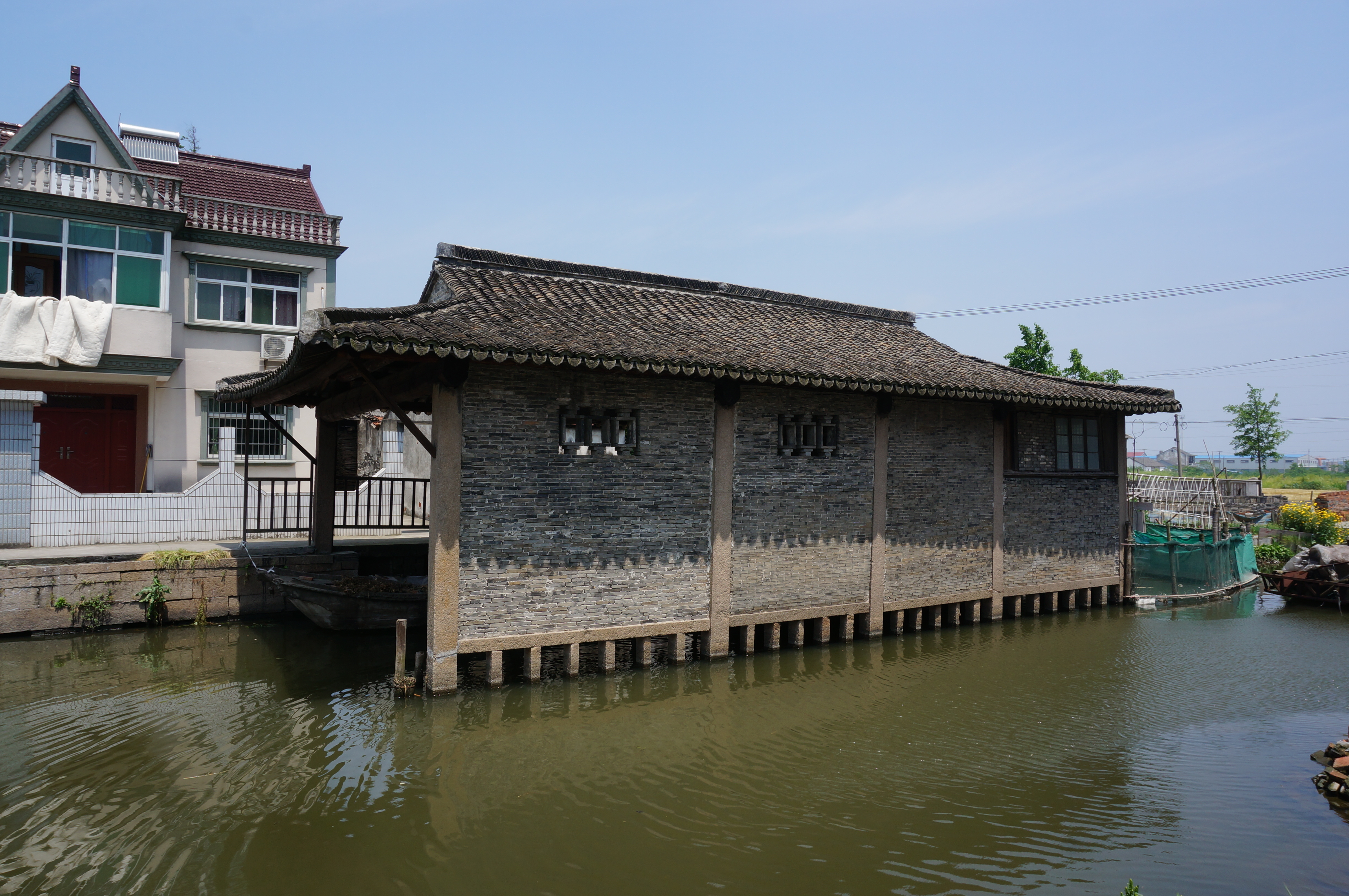
中国浙江嘉善钱氏船坞

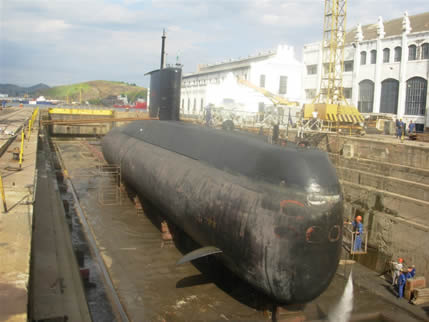
209型潛艇於船塢內

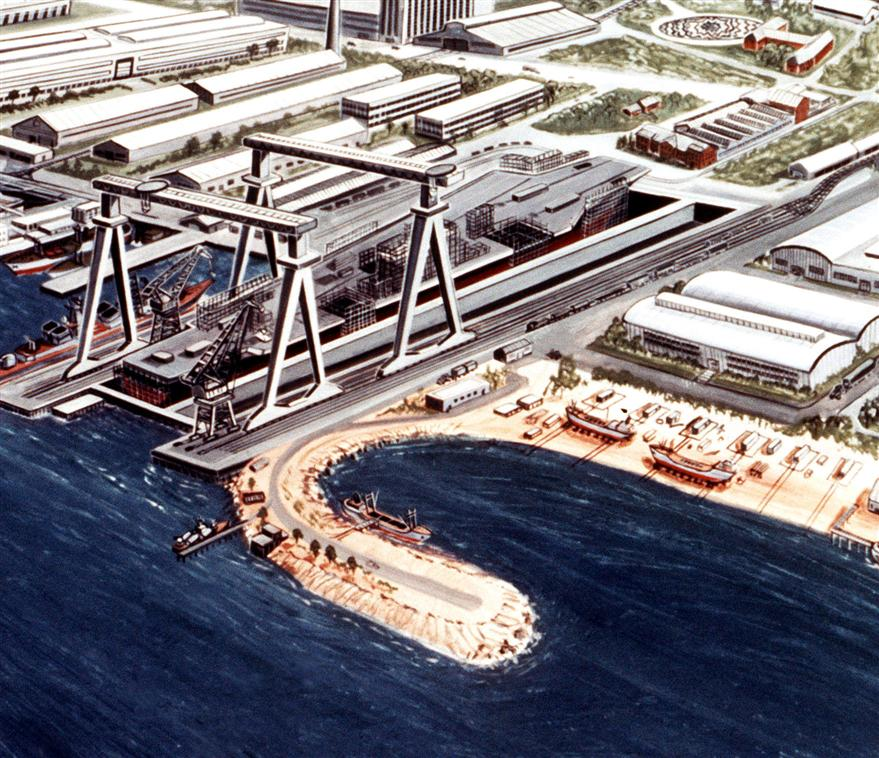
俄羅斯船塢

船塢是指在岸邊以人工建設，作為造船和修理船舶的地方，亦可用作船隻的停泊。船塢亦是一個國家造船的能力強度之一，船塢可以分為旱塢、灌水船塢及等不同類別。

## 歷史
船坞在西元前2500年左右的古埃及就有。
中國對溼船塢較早的記載，是宋太宗時山東青州臨朐人張平監陽平都木務兼造船場工之際，他於公元925年生于臨朐杨善，历任北宋马步都虞侯、监市木、供奉官、监阳平都木务兼造船厂、崇仪副使、如京使、客省使、盐铁使等职，公元987年病逝，回原籍御葬，"在村西起陵冢，墓前石人石羊，十分显赫"。
公元977年，张平任供奉官、监阳平都木务兼造船厂，住今陕西省宝鸡市以东之阳平镇。当时，在渭河边造船，船容易被水冲走，只好派一船三户守护，一年征调民工上千户，劳民伤财。张平遂命民工在岸边挖一大坑，在其中造船，船造好以后，掘开一口子，引水入坑，船漂起，驶入河中。大坑称之为"船坞"。
宋代較明確的乾船塢記載，是宋史·河渠志中提過的黃懷信於金明池所建之「澳」。傳為北宋畫家張擇端創作的《金明池爭標圖》 有繪其外貌。

## 種類
- 溼船塢
- 浮船塢
- 乾船塢